# 이예 (충숙공)
이예(李藝, 1373년 ~ 1445년 3월 31일(음력 2월 23일))는 조선 전기의 외교관으로 본관은 학성(鶴城). 아호는 학파(鶴坡). 시호는 충숙(忠肅)이며, 울산을 세거지로 하는 학성 이씨의 시조이고 조선 초기 일본과의 외교를 전담한 전문외교관이다.
그는 조선 개국이후 왜구에게 납치된 지울산군사(知蔚山郡事) 이은(李殷)을 구출한 공으로 향리역을 면하게 되었고 벼슬을 받아 사대부가 되었다.
이후 일본과의 외교적 교섭을 통해 667명에 달하는 조선인 피로인(被虜人)을 송환하고 계해약조를 체결함으로써 왜구의 세력을 약화시키는 등의 공을 세웠다.
관직은 1401년(태종1) 종5품 좌군부사직(左軍副司直)에서 출발하여 1443년(세종25) 종2품 동지중추원사(同知中樞院事)까지 승진했고 1910년(융희4) '충숙(忠肅)'이라는 시호를 받으면서 정2품 자헌대부(資憲大夫) 지중추부사(知中樞府事) 세자좌빈객(世子左賓客)으로 추증되었다. 유고로 《학파실기(鶴坡實紀)》가 있다.
아들로는 이종실(李宗實)이 있다.

## 생애
1373년(고려 공민왕22)에 태어나 1445년(세종27)에 사망했다. 그의 일가는 고려시대부터 대대로 이어진 울산 유력 토착 9개 성(姓)씨 중 하나였다. 1396년(태조5)에 24세의 이예는 울산군의 기관(記官)이었다고 세종실록에 기록되었는데, 이는 관명(官命)의 수납과 기록 등을 맡은 향리 계급의 직책이었다. 고려시대 울산의 토성 즉 토착세력은 왕조 교체를 전후하여 사대부/양반 계급과 향리/중인 계급으로 분화되는 과정을 거치게 된다.
1397년 3천명의 왜구들이 울주포(오늘날 울산광역시)에 침입하여 군수 이은(李殷) 등을 사로잡아 돌아갔다. 다른 관리들이 모두 도망가 숨은데 비해 이예는 자진해 군수를 따라가 끝까지 보필해 해적들을 감복시켰다. 후일 조선에서 파견한 통신사의 중재로 1397년 2월 이예는 군수와 함께 무사히 조선으로 돌아왔다.
조정에서는 이예의 충정을 가상히 여겨 아전의 역(役)을 면제하고 벼슬을 주었다. 이를 계기로 이예는 중인 계층의 아전 신분에서 벗어나 사대부로 전문 외교관의 길을 걷게 되었다. 8세 때(1380년, 우왕 6년) 해적에게 잡혀간 어머니를 찾기 위해 조정에 청해 1400년 회례사(回禮使) 윤명(尹銘)의 수행원으로 대마도에 갔으나 찾지 못했다.
처음으로 사절의 책임을 맡은 것은 1401년(태종1년)으로, 보빙사로 일기도에 파견되었다. 1406년 일본 회례관(日本回禮官)으로 파견되어, 납치되었던 남녀 70여 명을 데리고 돌아왔다. 1416년 1월 27일 유구국(현재의 오키나와)으로 가서, 왜에 의해 포로가 되었다가 유구국으로 팔려간 백성을 데려오기 위해 유구국으로 파견되었다. 그는 유구국에서 44인을 데리고, 같은 해 7월 23일 귀국하였다.
1418년(태종 18년). 대마도 수호 종정무가 사망하자, 조의 사절로 대마도에 파견되어 쌀, 콩, 종이를 부의하여 그의 충성을 후사하였다. 종정무는 치세 기간 도적을 금제하여, 변경을 침범하지 못하게 했다는 이유로 특별히 이예를 파견한 것이다.
그 뒤로도 여러 차례 일본을 오가면서 전문 외교관으로 활동횄다.
1443년(세종 25년) 왜적이 변방에 도적질하여 사람과 물건을 약탈해 갔으므로 나라에서 사람을 보내서 찾아오려 하니, 이예가 자청하여 대마도 체찰사(對馬島體察使)로 파견되었다. 이것이 마지막 사행(使行)이었다.
28세인 1400년에서 71세인 1443년까지 44년간 40여회 일본에 임금의 사절로 파견되었다. 그 중 조선왕조실록에 기록되어 사행(使行)의 내용이 구체적으로 알려진 것만 해도 13회에 달한다.
조선왕조실록에는 44년간의 사행에서 이예가 쇄환해온 조선인 포로의 수가 667명이라고 기록되어 있다.

## 업적
일본인의 조선 입국 허가와 관련한 문인제도와 양국의 교역조건을 규정한 계해약조를 정약하여 왜구의 발생원인을 근절시키고자 하였고 계해약조 체결 이후 조선은 중종 시기의 삼포왜란때까지 대규모 왜구의 침탈을 단 한차례도 받지 않게되었다. 이밖에도 일본과의 외교에서 많은 업적을 남겼다.
세종의 명으로 대장경을 일본에 전달하고 조선에 자전(自轉) 물레방아를 도입하였으며 일본식 상가제도의 시행을 건의하는 등 양국 문화 및 경제의 교류에도 크게 기여하였다. 또한 사탕수수의 재배와 보급, 또한 민간에 의한 광물채취자유화와 이에 대한 과세, 화통 및 완구의 재료를 동철에서 무쇠로 변경, 외국 조선기술의 도입 등을 건의한 바 있다.

## 평가
1910년 충숙공이라는 시호를 받았다.
2005년 2월에 문화관광부가 이 달의 문화 인물로 선정했다. 2010년에는 외교통상부가 올해의 외교 인물에 선정하였다.
어린나이에 어머니가 왜구에 납치된 사연속에서도 일본과 조선과의 평화와 우호관계를 위해 일평생을 헌신했던 충숙공의 삶은 시사하는 바가 크다

## 가족관계[14]
- 본인: 이예(李藝)
  - 아들: 이종실(李宗實)
    - 손자: 이직강(李直剛)
      - 증손자: 이식(李植)
        - 현손자: 이변림(李變林) - 훈련원정(訓鍊院正)
          - 내손자: 이우춘(李遇春) - 직장(直長)
          - 내손자며느리: 박씨(朴氏) - 어모장군(禦侮將軍) 박자공(朴自恭)의 딸
            - 곤손자: 이겸수(李謙受) - 정주(定州) 판관까지 지냄
            - 곤손자: 이겸록(李謙祿)
            - 곤손자: 이겸광(李謙光)
            - 곤손자: 이겸복(李謙福)
            - 곤손자: 이겸익(李謙益: 1576년~1646년)

## 대중매체
2013년 6월 1일 한일 합작 다큐멘터리 영화 '이예'(감독 이누이 히로아키(乾弘明), 주연 윤태영, 내레이션 고미야 에쓰코(小宮悦子)가 도쿄 시내 극장에서 개봉되었다.

## 같이 보기
- 조선의 대외 관계
- 조선 통신사